# Scream 4: Coșmarul continuă
Scream 4: Coșmarul continuă (titlu original: Scream 4, stilizat ca SCRE4M) este un film american slasher din 2011 regizat de Wes Craven după un scenariu de Kevin Williamson. Rolurile principale au fost interpretate de actorii David Arquette, Neve Campbell, Courteney Cox, Emma Roberts, Hayden Panettiere, Anthony Anderson, Alison Brie, Adam Brody, Rory Culkin, Marielle Jaffe, Erik Knudsen, Mary McDonnell, Marley Shelton și Nico Tortorella. Este al patrulea film din seria Scream, după 	Scream - Țipi... sau fugi! (1996), Scream 2 (1997) și Scream 3 - Crimă în 3 timpi (2000).

## Distribuție
- David Arquette - Dewey Riley, șeriful orașului și soțul lui Gale.
- Neve Campbell - Sidney Prescott, o autoare de dezvoltare personală (Self-help) și ținta principală a lui Ghostface.
- Courteney Cox - Gale Weathers, un fost reporter și soția lui Dewey.
- Emma Roberts - Jill Roberts, verișoara lui Sidney.
- Hayden Panettiere - Kirby Reed, cea mai bună prietenă al lui Jill.
- Anthony Anderson - Anthony Perkins, ajutor de șerif.
- Adam Brody - Ross Hoss, un ajutor de șerif.
- Rory Culkin - Charlie Walker, cel mai bun prieten al lui Robbie.
- Mary McDonnell - Kate Roberts, mama lui Jill și mătușa maternă a lui Sidney.
- Marley Shelton - Judy Hicks, șeriful adjunct al orașului și fostul coleg de clasă al lui Sidney.
- Alison Brie - Rebecca Walters, publicista lui Sidney.
- Marielle Jaffe - Olivia Morris, prietena lui Jill și Kirby.
- Nico Tortorella - Trevor Sheldon, fostul iubit al lui Jill.
- Erik Knudsen - Robbie Mercer, cel mai bun prieten al lui Charlie.
- Anna Paquin - Rachel (personaj din filmul  „Stab 7”).
- Kristen Bell - Chloe (personaj din filmul  „Stab 7”).
- Lucy Hale - Sherrie (personaj din filmul  „Stab 6”).
- Shenae Grimes - Trudie (personaj din filmul  „Stab 6”).
- Britt Robertson - Marnie Cooper, prietena lui Jenny.
- Aimee Teegarden - Jenny Randall, prietena lui Marnie.
- Roger L. Jackson - vocea lui Ghostface